# John Waldegrave, VI conte Waldegrave
John Waldegrave, VI conte Waldegrave (31 luglio 1785 – Strawberry Hill, 28 settembre 1846), è stato un nobile e ufficiale inglese.

## Biografia
Era il figlio di George Waldegrave, IV conte Waldegrave, e di sua moglie, Lady Elizabeth Waldegrave. Studiò all'Eton College.

## Carriera
Nel 1801 entrò del 55º reggimento di fanteria. In seguito venne trasferito alle Guardie Scozzesi e nel 1804 venne trasferito al 39º reggimento di fanteria con il grado di tenente.
In seguito venne trasferito al 36º reggimento di fanteria e, nel 1805, nel 7º reggimento dei dragoni. Partecipò alla guerra d'indipendenza spagnola.
Nel 1808 si trasferì nell'8º Battaglione Garrison come maggiore e pochi mesi più tardi nella 72º reggimento di fanteria.
Nel 1809 entrò nel 15º reggimento dei dragoni e, nel 1812, nel 12º reggimento dei dragoni. Otto mesi più tardi raggiunse il grado di tenente colonnello del 54º reggimento di fanteria, che ha comandato nella battaglia di Waterloo nel 1815.

## Matrimonio
Sposò, il 30 ottobre 1815 a Parigi, la sua amante Anne King, figlia di John William King. Ebbero quattro figli:
- Lady Laura Maria Annette Waldegrave (?-28 febbraio 1856), sposò Archibald Money, ebbero una figlia;
- Lord John James Henry Waldegrave (1802-1840), sposò Frances Braham, non ebbero figli;
- George Waldegrave, VII conte Waldegrave (8 febbraio 1816-28 settembre 1846);
- Lady Horatia Elizabeth Waldegrave (1824-24 giugno 1884), sposò in prime nozze John Weston, non ebbero figli, sposò in seconde nozze John Wardlaw, non ebbero figli.

## Morte
Morì il 28 settembre 1846, a 61 anni, a Strawberry Hill.

## Ascendenza
|                                           |                                                |                                                  | Genitori                                            |  |  | Nonni |  |  | Bisnonni                                |  |  | Trisnonni                                 |  |
|                                           |                                                |                                                  |                                                     |  |  |       |  |  | 8. James Waldegrave, I conte Waldegrave |  |  | 16. Henry Waldegrave, I barone di Chewton |  |
|                                           |                                                |                                                  |                                                     |  |  |       |  |  | 8. James Waldegrave, I conte Waldegrave |  |  | 16. Henry Waldegrave, I barone di Chewton |  |
|                                           |                                                | 17. Lady Henrietta FitzJames                     |                                                     |  |  |       |  |  | 8. James Waldegrave, I conte Waldegrave |  |  |                                           |  |
| 4. John Waldegrave, III conte Waldegrave  |                                                |                                                  |                                                     |  |  |       |  |  | 8. James Waldegrave, I conte Waldegrave |  |  |                                           |  |
|                                           |                                                | 9. Mary Webbe                                    | 18. Sir John Webbe, III baronetto                   |  |  |       |  |  |                                         |  |  |                                           |  |
|                                           |                                                | 9. Mary Webbe                                    | 18. Sir John Webbe, III baronetto                   |  |  |       |  |  |                                         |  |  |                                           |  |
|                                           |                                                | 9. Mary Webbe                                    | 19. Barbara Belasyse                                |  |  |       |  |  |                                         |  |  |                                           |  |
| 2. George Waldegrave, IV conte Waldegrave |                                                | 9. Mary Webbe                                    |                                                     |  |  |       |  |  |                                         |  |  |                                           |  |
|                                           |                                                | 10. John Leveson-Gower, I conte Gower            | 20. John Leveson-Gower, I barone Gower              |  |  |       |  |  |                                         |  |  |                                           |  |
|                                           |                                                | 10. John Leveson-Gower, I conte Gower            | 20. John Leveson-Gower, I barone Gower              |  |  |       |  |  |                                         |  |  |                                           |  |
|                                           |                                                | 10. John Leveson-Gower, I conte Gower            | 21. Lady Catherine Manners                          |  |  |       |  |  |                                         |  |  |                                           |  |
| 5. Lady Elizabeth Leveson-Gower           |                                                | 10. John Leveson-Gower, I conte Gower            |                                                     |  |  |       |  |  |                                         |  |  |                                           |  |
|                                           |                                                | 11. Lady Evelyn Pierrepont                       | 22. Evelyn Pierrepont, I duca di Kingston-upon-Hull |  |  |       |  |  |                                         |  |  |                                           |  |
|                                           |                                                | 11. Lady Evelyn Pierrepont                       | 22. Evelyn Pierrepont, I duca di Kingston-upon-Hull |  |  |       |  |  |                                         |  |  |                                           |  |
|                                           |                                                | 11. Lady Evelyn Pierrepont                       | 23. Lady Mary Feilding                              |  |  |       |  |  |                                         |  |  |                                           |  |
| 1. John Waldegrave, VI conte Waldegrave   |                                                | 11. Lady Evelyn Pierrepont                       |                                                     |  |  |       |  |  |                                         |  |  |                                           |  |
|                                           | 12. James Waldegrave, I conte Waldegrave (= 8) | 24. Henry Waldegrave, I barone di Chewton (= 16) |                                                     |  |  |       |  |  |                                         |  |  |                                           |  |
|                                           | 12. James Waldegrave, I conte Waldegrave (= 8) | 24. Henry Waldegrave, I barone di Chewton (= 16) |                                                     |  |  |       |  |  |                                         |  |  |                                           |  |
|                                           | 12. James Waldegrave, I conte Waldegrave (= 8) | 25. Lady Henrietta FitzJames (= 17)              |                                                     |  |  |       |  |  |                                         |  |  |                                           |  |
| 6. James Waldegrave, II conte Waldegrave  | 12. James Waldegrave, I conte Waldegrave (= 8) |                                                  |                                                     |  |  |       |  |  |                                         |  |  |                                           |  |
|                                           |                                                | 13. Mary Webbe (= 9)                             | 26. Sir John Webbe, III baronetto (= 18)            |  |  |       |  |  |                                         |  |  |                                           |  |
|                                           |                                                | 13. Mary Webbe (= 9)                             | 26. Sir John Webbe, III baronetto (= 18)            |  |  |       |  |  |                                         |  |  |                                           |  |
|                                           |                                                | 13. Mary Webbe (= 9)                             | 27. Barbara Belasyse (= 19)                         |  |  |       |  |  |                                         |  |  |                                           |  |
| 3. Lady Elizabeth Waldegrave              |                                                | 13. Mary Webbe (= 9)                             |                                                     |  |  |       |  |  |                                         |  |  |                                           |  |
|                                           |                                                | 14. Sir Edward Walpole                           | 28. Robert Walpole, I conte di Orford               |  |  |       |  |  |                                         |  |  |                                           |  |
|                                           |                                                | 14. Sir Edward Walpole                           | 28. Robert Walpole, I conte di Orford               |  |  |       |  |  |                                         |  |  |                                           |  |
|                                           |                                                | 14. Sir Edward Walpole                           | 29. Catherine Shorter                               |  |  |       |  |  |                                         |  |  |                                           |  |
| 7. Mary Walpole                           |                                                | 14. Sir Edward Walpole                           |                                                     |  |  |       |  |  |                                         |  |  |                                           |  |
|                                           |                                                | 15. Dorothy Clement                              | 30. Hammond Clement                                 |  |  |       |  |  |                                         |  |  |                                           |  |
|                                           |                                                | 15. Dorothy Clement                              | 30. Hammond Clement                                 |  |  |       |  |  |                                         |  |  |                                           |  |
|                                           |                                                | 15. Dorothy Clement                              | 31. Priscilla Clement                               |  |  |       |  |  |                                         |  |  |                                           |  |
|                                           |                                                | 15. Dorothy Clement                              |                                                     |  |  |       |  |  |                                         |  |  |                                           |  |